# Хоперська Ганна Петрівна
Ганна Петрівна Хоперська (також просто Ганна; 29 червня 1893, Вовчанськ — 1 травня 1920, Харків) — українська діячка народної освіти та революціонерка. Була членом студентської фракції УСДРП, а пізніше перейшла до більшовиків. Брала участь у встановленні радянської влади у Харкові. Близька подруга поетеси Христини Алчевської, яка посвятила Хоперській цикл віршів.

## Життєпис

### Ранні роки. Вчителювання

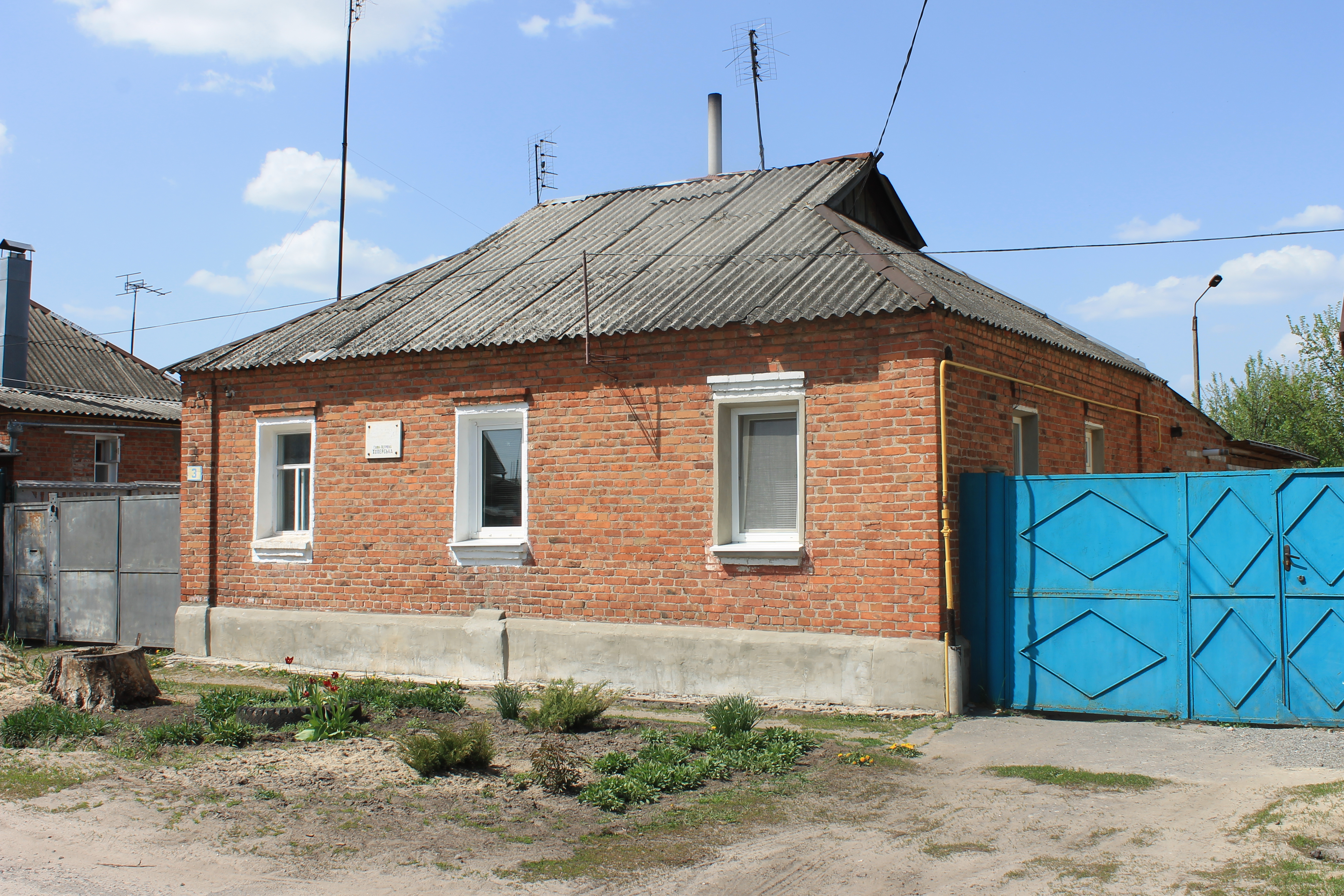
Будинок де народилася Ганна Хоперська. 2017 рік

Ганна Хоперська народилася 29 червня 1893 року у Вовчанську в родині кравця Петра Васильовича Хоперського та прачки. Її батько належав до верстви дворових людей і після отримання волі був вимушений покинути рідне село та переїхати до міста тому, що в наслідок реформи дворові люди не отримали землю. Оскільки Ганна була найстаршою з шести дітей, на неї були покладені домашні обов'язки та доглядання меншого брата і сестер. Через суворий характер батька, Нюся, як її звали у родині, виросла замкнутою дитиною. Найщасливішими годинами її тогочасного життя були походи на риболовлю на річку Вовчу разом з батьком та братом Григорієм.
Освіту Ганна спочатку здобувала у церковно-приходській школі, а потім у місцевій жіночій гімназії. Під час Першої російської революції вона познайомилася із забороненою літературою від семінаристів, що квартирували в її будинку. Брала участь у страйку гімназисток.
Ще в юнацтві читала твори Миколи Добролюбова, Миколи Некрасова, Івана Франка, Миколи Чернишевського та Тараса Шевченка, особливо виділяла творчість останнього. У той час стала відвідувати збори гуртка української інтелегенції у Вовчанську. Вона організовувала читання «Кобзаря» серед молоді, декламувала вірші на пам'ять. Взимку 1909 року до будинку Платонової, де відбувалося чергове читання Шевченка, вдерлася поліція, яка заарештувала всю присутню молодь, зокрема і Ганну Хоперську. Вона пробула ніч у в'язниці, а вранці була допитана та відпущена на волю за браком доказів.
Через те, що у Вовчанську громадську бібліотеку не пускали учнів, а фонди бібліотеки Народного дому були обмеженими, Ганна Хоперська виступила з ініціативою створити підпільну бібліотеку нелегальної літератури. Вона ж стала завідувачкою цієї бібліотеки, самі книги зберігалися у Ганни вдома, або її сестри. Кілька разів у її будинку жандарми проводили обшуки, але Ганні вдавалося попередньо винести книги, або надійно сховати вдома. Також вона була ініціатором благодійного збору на користь в'язнів Вовчанської тюрми, гроші для якого зокрема збирали за допомогою колядок та щедрівок. Коли Ганна прочитала про тяжке матеріальне становище письменника Івана Франка, вона організувала збір йому на допомогу. Неодноразово відвідувала маївки у Вовчанську; тікаючи під час розгону жандармами маївки у 1909 році, їй довелося власноруч перепливти річку Вовчу.
Ще будучи гімназисткою, з 15 років давала приватні уроки, займалася підготовкою дітей до гімназії, працювала репетитором. У 1911 році закінчила Вовчанську жіночу гімназію, проте, хоча Ганна добре навчалася, через свою політичну «неблагодійність» не отримала золотої медалі. По закінченню гімназії протягом року продовжувала давати приватні уроки, доки не отримала посаду вчительки у Білому Колодязі, а згодом у Ков'язькій земській школі Валківського повіту. Через хворобу матері покинула роботу і повернулася до Вовчанська, пізніше влаштувалася вчителькою у двокласній школі в селі Новоолександрівка. Дослідник Т. Катречко пояснював її бажання працювати вчителькою впливом народовольчих поглядів. Через погане фінансування школи, Ганна була вимушена купувати обладнання своїм коштом. Привезений нею чарівний ліхтар користувався великою популярністю серед учнів. Вечорами у неї вдома збиралися селяни, серед яких вела політичну роботу, зокрема читала Шевченка. Однак ця діяльність була припинена через протидію місцевого священника, який негативно ставився до «неблагонадійної» вчительки. У 1912 році, не полишаючи посаду вчительки, Ганна починає вчитися на історико-філологічному факультеті Харківських вищих жіночих курсів. Хоперській виявилося дуже складно вчитися дистанційно і вона шукала роботу в Харкові. У 1915 році вона перемогла у конкурсі на кращу вчительку Харкова та отримала посаду вчительки у Робочому будинку Петінки (зараз Палац культури «Металіст»). При роботі з пролетарськими дітьми, Хоперська не обмежувалася лише викладанням матеріалу, але й намагалася збуджувати у дітей солідарність та самодіяльність. Для цього діти, під її приводом і керуванням, створили дитячу касу взаємодопомоги та дитячу виборчу раду. Одночасно з роботою та навчанням, Ганна брала участь у політичному житті міста. Окрім участі в українсько-соціалістичному студентському гуртку, вона познайомилася з харківськими більшовиками — Базановим та Марусею Скобєєвою, які врятували Робочий будинок від закриття чорносотенцями. У 1916 році вона долучається до революційної боротьби, проводила бесіди з робітниками заводів Харкова, передавала їм нелегальну літературу. Також возила листівки та літературу у рідний Вовчанськ, де виступала з промовами до робітників та молоді на вечорах у Народному будинку.

### Визвольні змагання

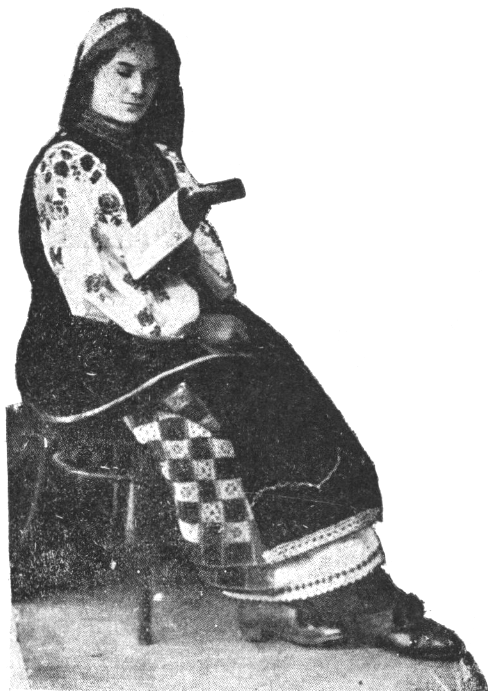
Ганна Хоперська в українському національному вбранні

Після Лютневої революції пропагандистська діяльність Ганни посилюється, на той момент вона була членом студентської фракції УСДРП. Хоперська активно виступає на студентських зібраннях, мітингах та заводах. Велике напруження сил позначилося на її здоров'ї — Ганна захворіла на туберкульоз. Вона довго не хотіла залишити громадську роботу, доки товариші не вмовили її поїхати до Вовчанська. Під час перебування у рідному місті, Ганна ретельно ознайомилася з працями Володимира Леніна і «Капіталом» Карла Маркса й вирішила перейти до більшовицької партії. По поверненню в Харків, у червні 1917 року Ганна Хоперська стала членом Російської соціал-демократичної робітничої партії (більшовиків). Вона повертається до активної пропагандистської діяльності серед робітників, як в особистих бесідах, так і на виступах прямо в цехах заводів. Після того як у серпні 1917 року у Харкові почали формуватися загони Червоної гвардії, Ганна взялася за організацію санітарних загонів у Петінському районі. Не полишаючи справу агітатора, вона два рази на тиждень навчалася санітарної справи, також чергувала у штабі Червоної гвардії та займалася питанням озброєння гвардійців. Після Жовтневого перевороту Ганна була обрана до Петінського райкому РСДРП (б). Їй було доручено зайнятися виборами до Всеросійських установчих зборів та Рад робітничих депутатів, які повинні були відбутися у листопаді. Представники меншовиків та есерів написали скаргу на Ганну до міської думи, вимагаючи зняти її з посади через те, що вона знайомила виборців лише зі списком кандидатів більшовиків, однак скарга залишилася без відповіді. Завдяки діяльності Ганни, більшовики отримали багато голосів у Петінському районі.
Під час Падіння Харкова, Ганна Хоперська займалася як організацією червоногвардійських полків, так і вела агітацію серед жінок та українських солдатів. Після зайняття міста німецькими військами, Ганна залишилася працювати у підпіллі. Разом з Миколою Кабаненком, Іваном Петінським та кількома іншими більшовиками була обрана до підпільного губернського комітету РСДРП (б), де займалася організацією явок та квартир. На початку липня 1918 року її знову обирають до складу Петінського райкому РСДРП (б). Окрім заняття агітацією, Ганна сприяє створенню підпільної типографії, саме вона роздобуває папір та шрифти для її роботи. Під час підпільної роботи Ганна виділялася спостережливістю, умінням зорієнтуватися в обстановці та широкими зв'язками. Всі нелегальні речі вона надійно ховала на конспіративних квартирах, наприклад печатка була захована у глечику з гречаною крупою. Завдяки доносу, одного разу Ганну схопили, однак вона змогла втекти під час конвою до Валок.
Після повалення Гетьманату, Ганні доручили, через її добре знання української мови, очолити роботу з агітації серед солдат Директорії. Також під час розмов з солдатами вона займалася збором розвідницької інформації. Завдяки вдалій роботі Ганни, були провалені заходи з мобілізації у Харкові, що викликало велике невдоволення командувача Лівобережної групи Армії УНР Петра Болбочана. Окрім того, Ганна займалася питанням забезпечення більшовиків зброєю. Для цього вона виявляла місця зберігання зброї меншовиками та направленням туди більшовицьких загонів для вилучення. Також Ганна кілька разів перетинала кордон для ввозу зброї з Радянської Росії. На початку 1919 року взяла участь у Харківському січневому збройному повстанню. Після встановлення радянської влади Ганна, окрім агітаційної роботи, займалася контролем за розподіленням хліба та палива у Харкові. Пізніше стала працювати у губернському відділі народної освіти, займалася організацією загальноосвітніх шкіл та шкіл по ліквідації неписьменності. Останні відкривалися при заводах, фабриках та клубах. Ганна проводила агітацію серед вчителів Харкова та у повітах, для їх залучення до радянських трудових шкіл. Вона підтримувала роботу мережі бібліотек та клубів міста, визначала, яким саме бібліотекам надавати пріоритет у комплектуванні новими книгами. За свою активну діяльність у галузі народної освіти Ганна Хоперська була обрана делегатом на III Всеукраїнський з'їзд Рад.
Коли постала загроза захоплення Харкова Збройними силами Півдня Росії, Ганна Хоперська долучилася до формування підпілля. Вона займалася підготовкою явок, добором людей, їх навчанням та забезпеченням потрібними коштами та документами. Попри її бажання працювати у підпіллі, Ганні не дозволили залишитися у Харкові, тож вона була вимушена покинути місто з відступаючими силами Червоної армії. Наказом Олександра Пархоменка, її було призначено скарбником політичного відділу правої бойової ділянки групи військ Сумського напрямку. Ганна була незадоволена штабною роботою, хотіла працювати та прохала перевести її на передову. Однак, політкомісар групи військ Сильвестр Покко, враховуючи стан здоров'я Хоперської, цього не дозволив, натомість направив її займатися політичною роботою серед червоноармійців. Пізніше вона все ж таки потрапляє на передову, де крім політроботи виконує обов'язки медичної сестри.
У липні 1919 року Ганна на кілька днів приїздить з Києва до Харкова. Для конспірації вона виглядала як «шикарно одягнена дама». Хоперська встановила зв'язок з харківським підпіллям на конспіративній квартирі Р. М. Янової. Разом з прибулою трохи пізніше Марією Кустелян, Хоперська донесла повідомлення від Зафронтового бюро ЦК КП(б) України, отримала цінні відомості та провела інструктаж місцевих підпільників. Знову Ганна приїхала до Харкова напередодні наступу Червоної армії на місто. Вона привезла гроші та зброю для пожвавлення роботи підпілля. Працювала під псевдонімом Ганна Кузьмінська.

### Подальше життя

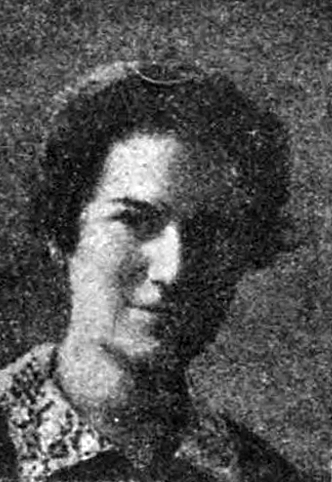
Світлина з видання «Памятник борцам пролетарской революции, погибшим в 1917—1921 гг.»

Після встановлення радянської влади Ганна стала працювати в колегії губернського наркомату освіти. Вона займалася відновленням роботи закладів освіти та боротьбою з безпритульністю. Виступала за надання школярам віком до 14 років харчування коштом держави, вказуючи, що без нього вони не зможуть вчитися. 20 лютого 1920 року була призначена керівником новоствореної секції підготовки працівників трудової школи, яка повинна була вирішувати питання про недостатність вчителів у школах. Сприяла розвитку мережі бібліотек, клубів та шкіл для дорослих. Взяла участь у створені центральної партійної школи та відкритті нових бібліотек на околиці міста. З її ініціативи була відновлена робота Харківської громадської бібліотеки, хоча до білогвардійської окупації вона вважала, що бібліотека «ще далеко стоїть від робітничої маси» і була проти надання їй нових книжок.
Також Ганна приділяла багато уваги партійній роботі, неодноразово виїжджала за межі міста для створення повітових комітетів КП(б)У, органів радянської влади, заводських партійних організацій та комітетів незаможних селян. Вчергове була обрана до Петінського районного комітету партії. Під час страйку на Харківському паровозобудівному заводі Хоперська змогла вмовити робітників повернутися до роботи. Під час епідемії тифу, за допомогою районних жіночих відділів, займалася покращенням санітарного стану Харкова. У лютому 1920 року взяла участь у жіночій безпартійній конференції у Харкові, де виступила з промовою як член губнаросвіти, в якій активно критикувала меншовиків. Промова мала великий успіх і Ганну обрали делегатом на селянську безпартійну та вчительську конференції, де вона також успішно виступила. У своєму виступі на вчительській конференції Хоперська змогла відстояти назву «Профспілки працівників народної освіти і соціалістичної культури» зі збереженням згадки «соціалістичної культури». У кінці лютого, на виборах до Харківської міської ради, Ганна була обрана її депутатом.
Активна громадська та політична діяльність підірвали слабке здоров'я Ганни. Коли у неї був виявлений апендицит, вона сама довго відмовлялася від лікування і погодилася на операцію вже у дуже поганому стані. У середині квітня 1920 року колегія губнаросвіти постановила виділити на лікування Ганни 25 тисяч карбованців. Однак операція була зроблена вже занадто пізно і Ганна Хоперська померла 1 травня 1920 року.
За словами історика Едуарда Зуба, міська влада вирішила зробити з похорон Ганни «шоу з глибоким символічним змістом». Було вирішено її поховати у районі міста, де була зосереджена діяльність Ганни — Петінці, а саме на занедбаному в той час Кирило-Мефодіївському кладовищі. Також це кладовище вибрали через те, що під час Гетьманату воно стало місцем зборів підпільників, серед яких була і Ганна. Також із кладовища були видні Вищі жіночі курси, які Ганна покинула заради революційної діяльності. Кирило-Мефодіївське кладовище було ліквідовано у 1935 році, на його місці був відкритий Червонозаводський парк. Доля поховання Ганни не відома.

## Особистість
Дослідниця Марія Литвиненко описувала Ганну Хоперську як «високу струнку дівчину з темними очима». Історик Едуард Зуб називав Ганну Хоперську «без перебільшення, унікальним персонажем», через те, що вона була «чи не єдиною україномовною діячкою» серед харківських більшовиків. Дослідник Михайло Красиков підкреслював, що хоча Хоперська і була непримиренною та безкомпромісною революціонеркою, вона також часто допомагала людям, які не розділяли її погляди.
Ганна Хоперська була близькою товаришкою поетеси Христі Алчевської. Вперше вони познайомилися у 1912 році, коли Ганна була вражена прочитаним віршом «Данина народові» і вирішила познайомитися з авторкою під час перебування в Харкові. В автобіографії «Спомини і зустрічі» Христя так описала свою подругу під час першої зустрічі: «привітна, тоді ще весела, з теплим сердечним світлом в очах». Після цього Ганна стала відвідувати український гурток Христі Алчевської. Коли в 1914 році поетеса почала збирати гроші на допомогу «забутому» Івану Франку, першою відгукнулася саме Ганна, яка прислала 5 карбованців, і цей вчинок настільки вразив Алчевську, що вона написала про це вірша. Під час Першої світової війни гурток перестав збиратися і подруги певний час не бачилися. Знову вони зустрілися у 1918 році, коли Хоперська вже захопилася більшовизмом, на той час українські націоналісти «відкаснулись» від неї та навіть не подавали руки. Однак це не вплинуло на стосунки між подругами: коли того ж року мати поетеси Христина Данилівна Алчевська перебувала у скрутному фінансовому становищі після закриття її недільної школи, саме Ганна Хоперська домоглася від виконкому надати їй пенсію. У пам'ять про подругу Христя Алчевська написала цикл віршів, згадала у своїй автобіографії та зробила прообразом головної героїні оповідання «Килина». Вперше цикл віршів про Ганну був опублікований 1923 року у Львові без відома поетеси, згодом він неодноразово перевидавався в авторських виданнях. На думку літературознавця Ігоря Бондар-Терещенка, Алчевська бачила у Хоперській «риси „людини майбутнього“, що нарешті знайде відповіді на одвічні питання „що робити?“ і „хто винен?“». «Неперевершений» вплив Хоперської на подругу він пояснював тим, що на той час біля неї не залишилося інших авторитетних людей — батько Христини вже помер, а Ольга Кобилянська знаходилася далеко.

## Пам'ять

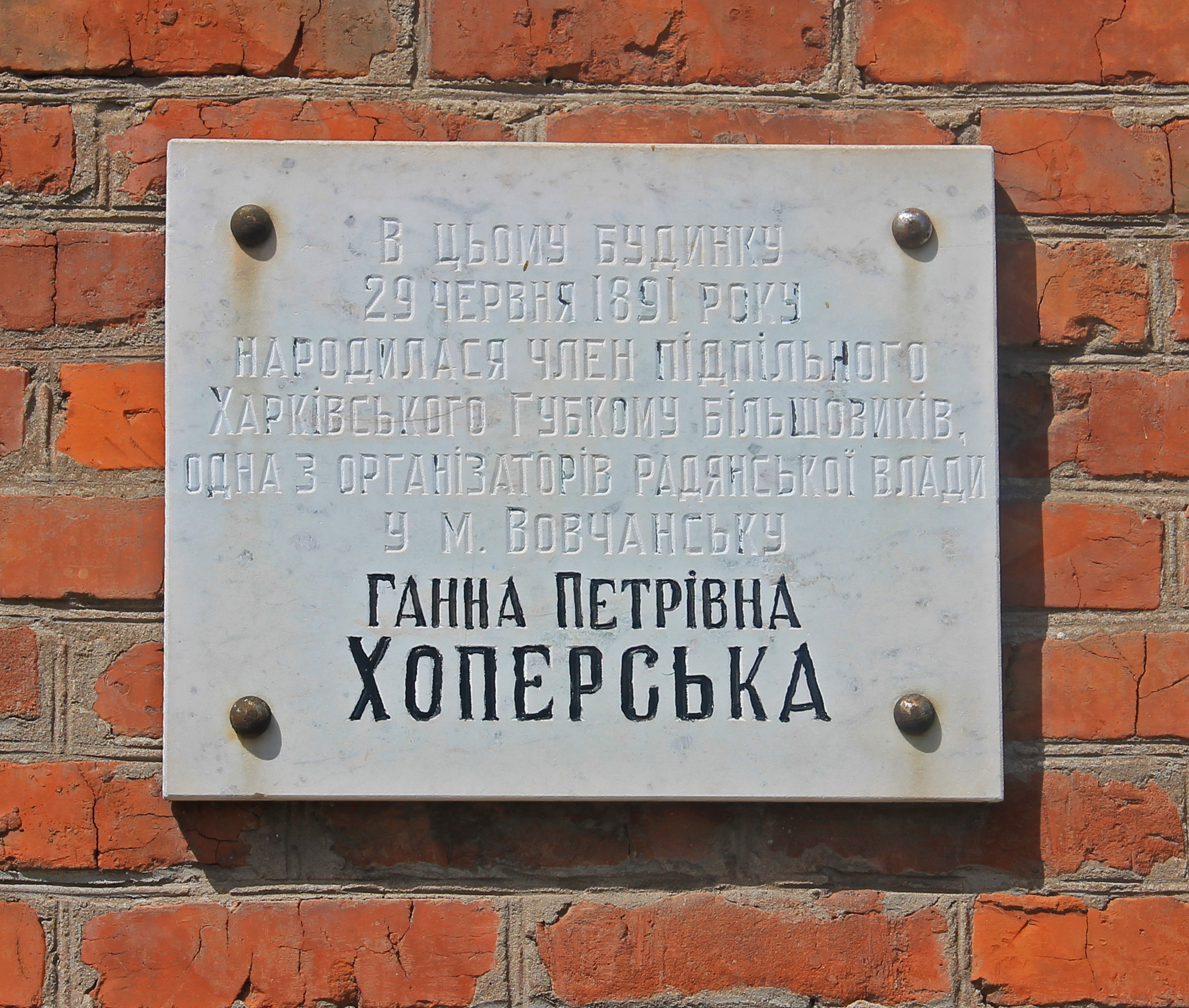
Меморіальна дошка у Вовчанську

Ім'я Ганни в Харкові було вшановане перейменуванням на її честь вулиці Царицинської та Клеменівського саду, постанову про перейменування підписав її близький товариш Сильвестр Покко 17 червня 1920 року. Під час кампанії з декомунізації вулиця Ганни у Харкові була перейменована на вулицю Миколи Міхновського. Також її ім'ям була названа вулиця у центрі Вовчанська. Вулиці були названі лише ім'ям без прізвища, тому що Хоперська була більш відомою як «товариш Ганна».
У травні 1971 року на будинку за адресою вулиця Гоголя 5 у Вовчанську, де народилася та виросла Ганна Хоперська, була встановлена меморіальна дошка. Рішенням виконавчого комітету Харківської обласної ради депутатів трудящих № 61 від 25 січня 1972 року цей будинок отримав статус пам'ятки історії місцевого значення з охоронним номером 705. Через те, що Ганна Хоперська включена до списку осіб, що підпадають під закон про декомунізацію, то будинок де вона народилася і мешкала, не підлягає включенню до Державного реєстру нерухомих пам'яток України.

### Коментар
1. ↑  Одна з сестер, Надія, станом на 1920 рік працювала секретарем Вовчанського повітового комітету КП(б)У[1].
2. ↑  У виданні «Памятник борцам пролетарской революции, погибшим в 1917—1921 гг.» дата смерті указана як 30 квітня 1920 року.